# Heart
Heart (engl. für ‚Herz‘) ist eine US-amerikanische Rockband, die 1973 in Seattle aus der Vorgängerband The Army (später White Heart) hervorging. Bekannt wurde sie 1977 mit dem Lied Barracuda, das seitdem von zahlreichen Bands gecovert wurde. In Deutschland wurde die Band durch Auftritte in der Musiksendung Musikladen im Ersten Deutschen Fernsehen bekannt. Den größten weltweiten Erfolg hatte die Gruppe im Sommer 1987 mit dem Album Bad Animals und der Auskopplung Alone.

## Bandgeschichte
Die von den beiden Schwestern Ann und Nancy Wilson gegründete Band spielte zunächst melodische Rockmusik. Aus der Genrebezeichnung „Hardrock“ adaptierten die beiden Schwestern in Bezug auf den Gruppennamen seinerzeit das ähnlich klingende »Heartrock«. Bereits mit ihrem Debütalbum Dreamboat Annie erzielten sie im Frühjahr 1976 einen Kassenschlager in Kanada und den USA sowie in den Niederlanden. Die ersten Singleauskopplungen waren How Deep It Goes und Magic Man (Platz neun in den USA). Crazy on You erreichte die Top 40 der amerikanischen Charts. Das Album erhielt Platin.
Das Nachfolgealbum Little Queen erschien Mitte 1977 und war ähnlich erfolgreich. Mit Barracuda enthielt es einen Single-Hit, der in den USA nur knapp die Top 10 verfehlte und in Deutschland Platz 8 belegte. Heute gilt der Song als Klassiker des Genres. Ebenfalls Platin erreichte im darauf folgenden Jahr das Album Dog and Butterfly.
Ab 1981 verblasste der Erfolg der Gruppe. Die Wilson-Schwestern wechselten daraufhin ihre Bandmitglieder, änderten den Stil in leichtgängigen, mehr radiotauglichen Pop-Rock, spielten auch Popballaden und gelegentlich Coverversionen. Das im Sommer 1985 erschienene Album Heart wurde das erfolgreichste der Bandgeschichte und erreichte die Spitze der Charts. Es verkaufte sich allein in den USA über 5 Millionen Mal und war auch in Europa sehr erfolgreich. Von fünf Single-Auskopplungen erreichten allein vier die Top 10. Auch das Nachfolgealbum Bad Animals konnte Mitte 1987 fast nahtlos an den Erfolg anknüpfen. Bereits die erste Singleauskopplung Alone erreichte in den USA die Spitze der Charts. Auch die beiden Nachfolgesingles Who Will You Run To und There’s the Girl waren sehr erfolgreich.
Im Frühjahr 1990 erschien das Album Brigade, das sich allein in den USA 2 Millionen Mal verkaufte und mit dem Titel All I Wanna Do Is Make Love to You wieder einen großen Hit verbuchte. Ende 1993 erschien Desire Walks On, das in den USA nur über 500.000-mal verkauft wurde und mit der Single Will You Be There (In the Morning) gerade die Top 40 erreichte. Im Herbst 1995 wurde mit The Road Home ein Livealbum und im Frühjahr 1997 ein Greatest-Hits-Album mit den frühen Hits der Band der 1970er- und 1980er-Jahre veröffentlicht.
Erst Mitte 2004 erschien mit Jupiter’s Darling ein Nachfolgealbum mit neuem Material, das allerdings nicht annähernd an die früheren Erfolge anknüpfen konnte. Das im Sommer 2010 veröffentlichte Red Velvet Car erreichte erstmals wieder die Top 10 der Charts.
Im August 2016 stand die Band kurz vor dem Aus, nachdem der Ehemann von Ann Wilson, Dean Wetter, während eines Konzerts gegen die beiden Söhne von Nancy Wilson im Backstage-Bereich handgreiflich geworden war. Heart spielte die Tour zwar noch zu Ende, aber die beiden Schwestern redeten nicht mehr miteinander und widmeten sich anschließend Soloprojekten. Nach dreijähriger Pause fand sich die Band 2019 zu einer Reunion-Tour Love Alive wieder zusammen.
Insgesamt konnte die Band über 35 Millionen Tonträger absetzen, platzierte 18 Alben und 29 Singles in den US-Billboard-Charts sowie neun Alben und 13 Singles in der deutschen und/oder englischen Hitparade. Die Band war für vier Grammys nominiert  und der Hit These Dreams fünffach Platin-ausgezeichnet.
Die Band wurde 2012 mit einem Stern auf dem Hollywood Walk of Fame gewürdigt und am 18. April 2013 in die Rock and Roll Hall of Fame aufgenommen.
Im Januar 2022 verkaufte Nancy Wilson ihre Katalogrechte an der Band an den Rechteverwerter Round Hill Music für einen nicht genannten Preis.
Mitte 2024 musste eine laufende Tour wegen einer Krebserkrankung von Ann Wilson unterbrochen werden, da diese sich einer Operation mit anschließender Chemotherapie unterziehen musste. Die ausstehenden Konzerte wurden auf 2025 verschoben.

## Diskografie
Studioalben

| Jahr | Titel                                                | Höchstplatzierung, Gesamtwochen, AuszeichnungChartplatzierungen (Jahr, Titel, Platzierungen, Wochen, Auszeichnungen, Anmerkungen) | Höchstplatzierung, Gesamtwochen, AuszeichnungChartplatzierungen (Jahr, Titel, Platzierungen, Wochen, Auszeichnungen, Anmerkungen) | Höchstplatzierung, Gesamtwochen, AuszeichnungChartplatzierungen (Jahr, Titel, Platzierungen, Wochen, Auszeichnungen, Anmerkungen) | Höchstplatzierung, Gesamtwochen, AuszeichnungChartplatzierungen (Jahr, Titel, Platzierungen, Wochen, Auszeichnungen, Anmerkungen) | Höchstplatzierung, Gesamtwochen, AuszeichnungChartplatzierungen (Jahr, Titel, Platzierungen, Wochen, Auszeichnungen, Anmerkungen) | Anmerkungen                              |
| Jahr | Titel                                                | DE | AT | CH | UK | US | Anmerkungen                              |
| ---- | ---------------------------------------------------- | --- | --- | --- | --- | --- | ---------------------------------------- |
| 1976 | Dreamboat Annie                                      | — | — | — | UK36 (5 Wo.)UK | US7 Platin · (100 Wo.)US | Erstveröffentlichung: 14. Februar 1976   |
| 1977 | Little Queen                                         | DE34 (6 Wo.)DE | — | — | UK34 (4 Wo.)UK | US9 ×3Dreifachplatin · (41 Wo.)US                                                                                                 | Erstveröffentlichung: 15. Mai 1977       |
| 1978 | Magazine                                             | — | — | — | — | US17 Platin · (25 Wo.)US | Erstveröffentlichung: 19. April 1978     |
| 1979 | Dog & Butterfly                                      | — | — | — | — | US17 ×2Doppelplatin · (36 Wo.)US                                                                                                  | Erstveröffentlichung: September 1978     |
| 1980 | Bébé Le Strange                                      | — | — | — | — | US5 Gold · (22 Wo.)US | Erstveröffentlichung: 14. Februar 1980   |
| 1982 | Private Audition                                     | — | — | — | UK77 (2 Wo.)UK | US25 (14 Wo.)US | Erstveröffentlichung: 5. Juni 1982       |
| 1983 | Passionworks                                         | — | — | — | — | US39 (21 Wo.)US | Erstveröffentlichung: 22. August 1983    |
| 1985 | Heart                                                | DE57 (4 Wo.)DE | — | — | UK19 Silber · (43 Wo.)UK | US1 ×5Fünffachplatin · (92 Wo.)US                                                                                                 | Erstveröffentlichung: 6. Juli 1985       |
| 1987 | Bad Animals / Animales Perversos (Spanische Version) | DE17 (21 Wo.)DE | AT30 (2 Wo.)AT | CH5 (18 Wo.)CH | UK7 Platin · (56 Wo.)UK | US2 ×3Dreifachplatin · (50 Wo.)US                                                                                                 | Erstveröffentlichung: 15. Mai 1987       |
| 1990 | Brigade                                              | DE14 (19 Wo.)DE | — | CH11 (18 Wo.)CH | UK3 Gold · (20 Wo.)UK | US3 ×2Doppelplatin · (49 Wo.)US                                                                                                   | Erstveröffentlichung: 16. März 1990      |
| 1993 | Desire Walks On                                      | — | — | CH46 (2 Wo.)CH | UK32 (2 Wo.)UK | US48 Gold · (17 Wo.)US | Erstveröffentlichung: 16. November 1993  |
| 2004 | Jupiter’s Darling                                    | — | — | — | — | US94 (4 Wo.)US | Erstveröffentlichung: 22. Juni 2004      |
| 2004 | Heart Presents a Lovemonger’s Christmas              | — | — | — | — | — | Erstveröffentlichung: 16. November 2004  |
| 2010 | Red Velvet Car                                       | — | — | — | — | US10 (6 Wo.)US | Erstveröffentlichung: 31. August 2010    |
| 2012 | Fanatic                                              | — | — | — | — | US24 (1 Wo.)US | Erstveröffentlichung: 28. September 2012 |
| 2016 | Beautiful Broken                                     | — | — | — | UK77 (1 Wo.)UK | US105 (1 Wo.)US | Erstveröffentlichung: 8. Juli 2016       |

grau schraffiert: keine Chartdaten aus diesem Jahr verfügbar